# Иванова, Ольга Эриковна
Ольга Эриковна Иванова (23 марта 1993, г. Верхнеуральск, Челябинская область, Россия) — российская тхэквондистка, заслуженный мастер спорта России, мастер спорта России международного класса, призёр и победитель ряда открытых международных чемпионатов, призёр чемпионатов Европы и Европейских игр, чемпионатов мира, чемпионка Европы среди юниоров и первая российская чемпионка мира во взрослом разряде.

## Карьера
Тренируется в челябинской СДЮСШОР «Корё» по тхэквондо ВТФ. Тренеры — Максим Карпов, Александр Энс.
В 2013 году Ольга вошла в историю, став первой российской чемпионкой мира. Многократный призёр чемпионатов мира, Европы и России.
В 2015 году на чемпионате мира в Челябинске выиграла бронзовую медаль.
Студентка УралГУФК.